# 2019年內羅畢酒店襲擊
|  |

2019年內羅畢酒店襲擊為一宗發生在2019年1月15日至16日的恐怖襲擊，遇襲的酒店位於肯亞內羅畢西地區，造成22人死亡。

## 背景
2011年，法國女子笛瑪烈在肯亞被綁架，最後相信在索馬利亞被撕票。其後肯亞向索馬利亞派兵。經過數輪交戰後，雙方均損失兵力和領土，此時青年党武裝分子利用游擊隊戰術、大規模槍擊案和自殺式炸彈襲擊，企圖增加地區影響力。
青年党同時反對肯雅政府介入索馬里內戰，並於2013年在西地發動2013年西閘商場襲擊，造成67人身亡。

## 事件
襲擊於2019年1月15日當地時間下午2時30分開始，至翌日約早上10時結束。

### 發生位置
襲擊發生在內羅畢西地湖畔徑14號的一間高檔酒店辦公室綜合大樓。酒店由都喜天阙持有，收益分配委員會亦在此設立辦公室。

### 過程
襲擊於2019年1月15日當地時間下午2時30分開始，至翌日約早上10時結束。初步消息指酒店傳出槍聲和發生兩次爆炸。四至六名恐怖分子駕駛兩架汽車前往酒店，其中一人突然在餐廳旁邊引爆身上炸彈，令餐廳附近的汽車起火。爆炸過後，其餘恐怖分子槍擊保安員並逼使他們打開湖畔經14號的酒店大閘。當地的準軍事部隊派出反恐部門人員與恐怖分子駁火。在當地接受訓練的部分海豹部隊成員和一名特種空勤團成員也參與搜救行動。澳洲大使館的安全部隊成員成功攻入大樓並槍傷至少一名恐怖分子。
正當襲擊被平定後不久，西地再次出現槍聲和發生爆炸，情況不明。

### 傷亡人數
肯亞總統乌胡鲁·肯雅塔原先表示14人被殺；肯亞紅十字會則表示24人身亡。1月16日的報道指出21名平民身亡，5名恐怖分子被槍斃。事故後的1年，受傷在院治理的護士傷重不治；令死亡人數增至22人人。
| 國籍         | 死亡人數 |
| ------------ | -------- |
|              | 17       |
| 其他非洲國家 | 2        |
|              | 1        |
| 英国         | 1        |
| 美国         | 1        |

### 回應
在襲擊期間，青年黨發表聲明承認策劃襲擊，並表示襲擊是「回應美國總統特朗普承認耶路撒冷為以色列首都的決定」。

## 後續
襲擊結束後，屬於案發現場的酒店馬上關閉，以便讓警方進行調查。 安全部門指疑犯來自基安布郡、蒙巴薩和涅里郡。2019年1月17日，肯亞紅十字會向公眾表示所有失蹤人士已尋獲。肯亞警察部門的迅速出擊獲讚揚，並在遇襲酒店中救出700人。